# Desmond Connell
Pour les articles homonymes, voir Connell.
Desmond Connell, né le 24 mars 1926 à Dublin en Irlande et mort le 21 février 2017 dans la même ville, est un cardinal irlandais, archevêque de Dublin de 1988 à 2004.
Il est l'un des nombreux hauts responsables du clergé à avoir été fortement critiqués pour leur inaction, leurs déclarations trompeuses et leur dissimulation des abus sexuels commis par des religieux à Dublin.

## Biographie
Connell est né à Dublin le 24 mars 1926, fils de John, fonctionnaire et de Mary Lacy, opératrice téléphonique.
Il fait ses études à l'École nationale Saint-Pierre de Phibsborough et à l'école secondaire des Pères Jésuites, le Belvedere College (en), et étudie pour le sacerdoce au Holy Cross College (en) à Dublin.
Il étudie ensuite les arts à l'University College Dublin et est diplômé en 1946. Il obtient une maîtrise l'année suivante.
Entre 1947 et 1951, il étudie la théologie au St Patrick's College de Maynooth pour obtenir un baccalauréat en théologie.
Il poursuit ses études à l'université catholique de Louvain, en Belgique, où il obtient un doctorat en philosophie en 1953.
En 1981, il obtient un doctorat en lettres à l'université nationale d'Irlande.

### Prêtre
Desmond Connell est ordonné prêtre le 19 mai 1951 pour le diocèse de Dublin.
Il enseigne la métaphysique à Université de Dublin avant de devenir doyen de la faculté de philosophie et de sociologie en 1983.
Il exerce également son ministère sacerdotal comme aumônier pour des congrégations religieuses.

### Évêque
Nommé archevêque de Dublin le 21 janvier 1988, il a été consacré le 6 mars suivant par Gaetano Alibrandi avec comme co-consécrateurs Joseph Carroll (en) et Brendan Comiskey (en).
Il a assumé cette charge jusqu'au 26 avril 2004, date à laquelle il se retire pour raison d'âge.

### Cardinal
Jean-Paul II le crée cardinal lors du consistoire du 21 février 2001 avec le titre de cardinal-prêtre de San Silvestro in Capite rattaché à la basilique San Silvestro in Capite.
Il participe au conclave de 2005 (élection de Benoît XVI) mais perd sa qualité d'électeur le 24 mars 2006, date de son 80e anniversaire. Il ne participe donc pas aux votes du conclave de 2013 (élection de François).

## Traitement des cas d'abus sexuels
La bienveillance de cet archevêque à l'égard de nombreux prêtres de son diocèse qui se sont rendus coupables d'abus sexuels a été pointée (27 novembre 2009, Commission Gouvernementale d'enquête en matière d'abus sexuels perpétrés par des ecclésiastiques).
En 1996, Connell refuse d'aider Marie Collins, victime de Paul McGennis (en) et n'en infirme pas la police. Il s'en excuse six ans plus tard, en avril 2002.
En octobre 2002, le programme Prime Time (en), sur la RTÉ, détaille des cas d'abus sexuels au sein du clergé du diocèse de Dublin (en). L'incapacité de Connell à lutter de manière adéquate contre les abus fait alors l'objet de vives critiques,.
Le gouvernement irlandais lance la Commission Murphy (en) en mars 2006 pour enquêter sur cette affaire.
En 2009, le rapport Murphy révèle que Connell avait « été lent à reconnaître la gravité de la situation lorsqu'il a pris ses fonctions en 1988. Il comptait trop sur les conseils d'autres personnes, notamment de ses évêques auxiliaires et d'experts juridiques et médicaux. Manifestement personnellement consterné par ces abus, mais il lui a fallu un certain temps pour se rendre compte qu'on ne pouvait pas y remédier en gardant le secret et en protégeant les prêtres des procédures civiles normales",.
Cependant, il est félicité pour avoir mis les archives archidiocésaines à la disposition des autorités en 2002 et pour ses actions en 1995 en donnant aux autorités les noms de 17 prêtres accusés d'abus, mais la liste était incomplète, car des plaintes ont été déposées contre au moins 28 prêtres dans l'archidiocèse.
Le rapport révèle également qu'à partir de 1988, Connell avait continué à assurer son archidiocèse contre la responsabilité des plaignants, mais avait affirmé à la Commission Murphy que l'archidiocèse était « sur une courbe d'apprentissage » en ce qui concerne la maltraitance des enfants.
Il a également fait en sorte que les indemnités soient versées à partir d'un « Stewardship Trust » (fonds d'intendance), gardé secret jusqu'en 2003.

## Succession apostolique
Desmond Connell a ordonné les évêques suivants :
- Évêque Eamonn Oliver Walsh (en) (1990)
- Évêque James Moriarty (en) (1991)
- Évêque Fiachra Ó Ceallaigh (en), O.F.M. (1994)
- Évêque Martin Drennan (en) (1997)
- Évêque Raymond W. Field (en) (1997)